# Indumentaria del pueblo mexica

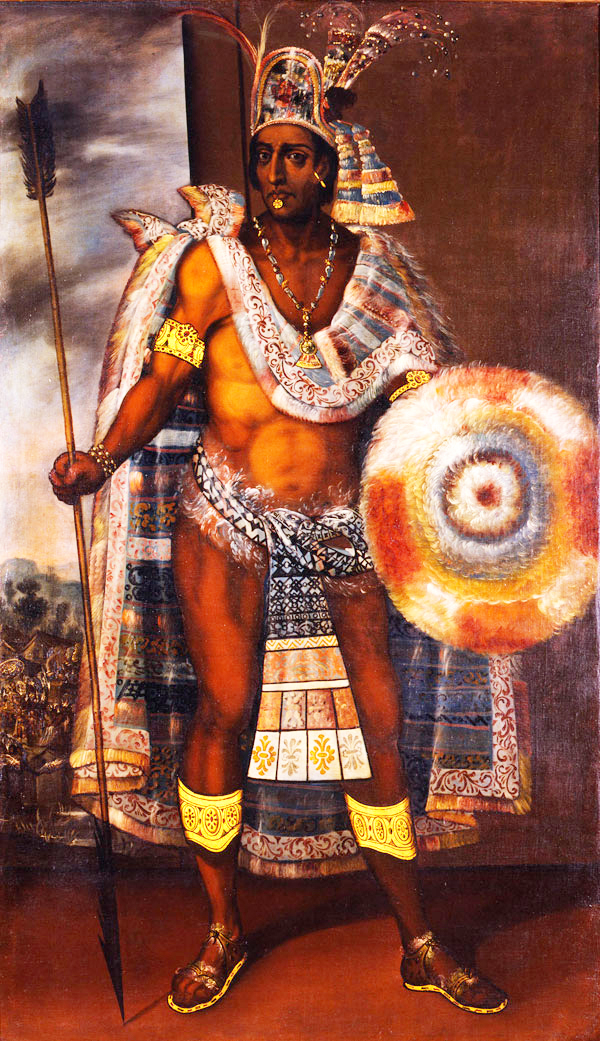
Retrato idealizado de Moctezuma Xocoyotzin en el cual viste un maxtlatl (taparrabo)
llamada tilmatli, aparte de numerosos brazaletes y equipos de guerra.

El vestido o indumentaria del pueblo mexica que, como pueblo originario de lo que hoy es México, fue uno de los pueblos nahuas que habitaron en México y es tal vez de los más conocidos. Los mexicas (náhuatl mēxihcah [meː'ʃiʔkaʔ]) — llamados en la historiografía occidental aztecas — fueron un pueblo indígena de filiación nahua que fundó México-Tenochtitlan y hacia el siglo XV en el periodo posclásico tardío se convirtió en el centro de uno de los Estados más extensos que conoció Mesoamérica. Asentados al principio en un islote al poniente del Lago de Texcoco, hoy prácticamente desecado, sobre el que se encuentra la actual Ciudad de México.

## Indumentaria

### Vestido femenino

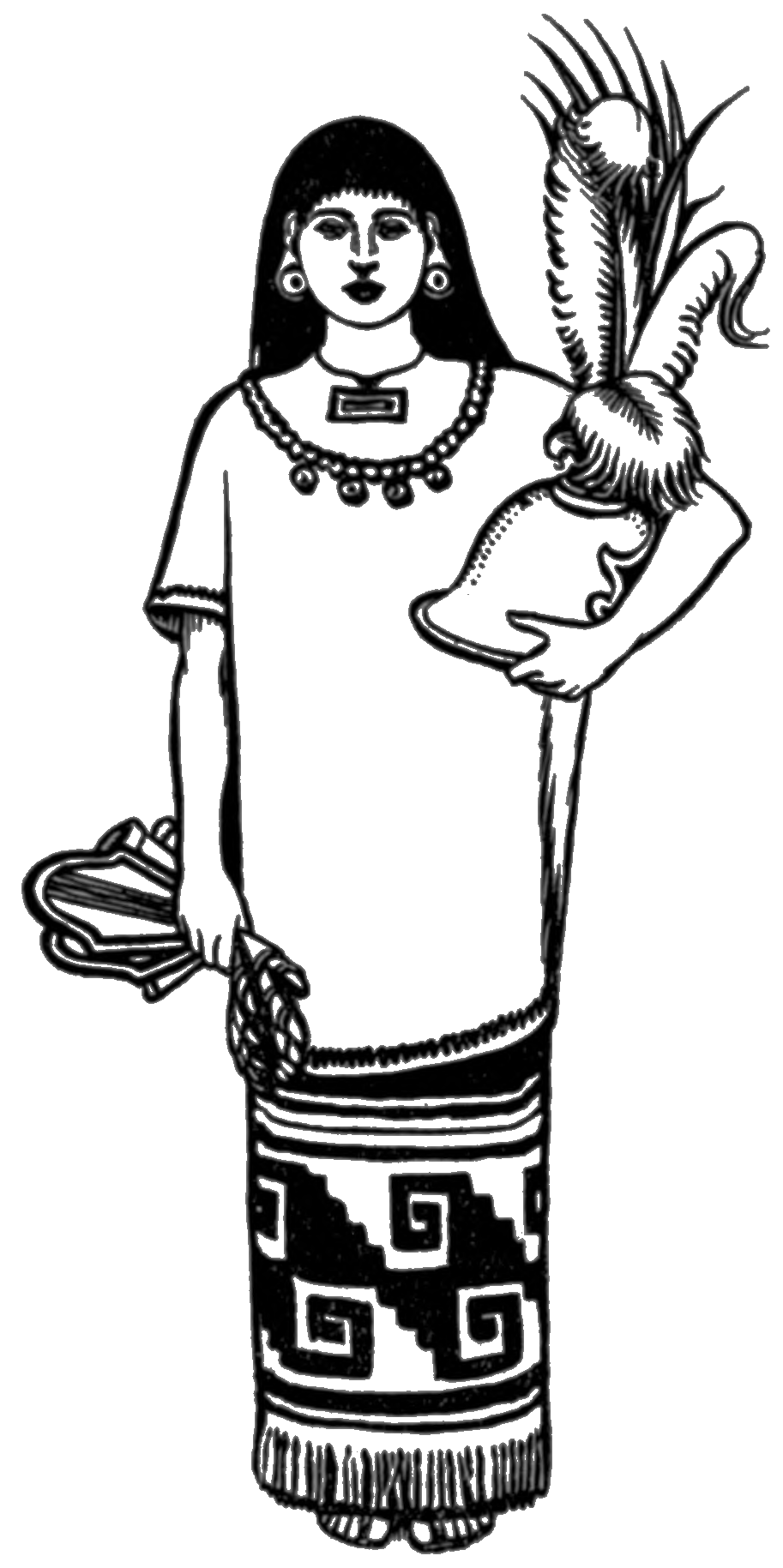
Representación Ilustrativa de Vestimenta Mexica Femenina

Vestimenta básica de la mujer antes de la conquista.

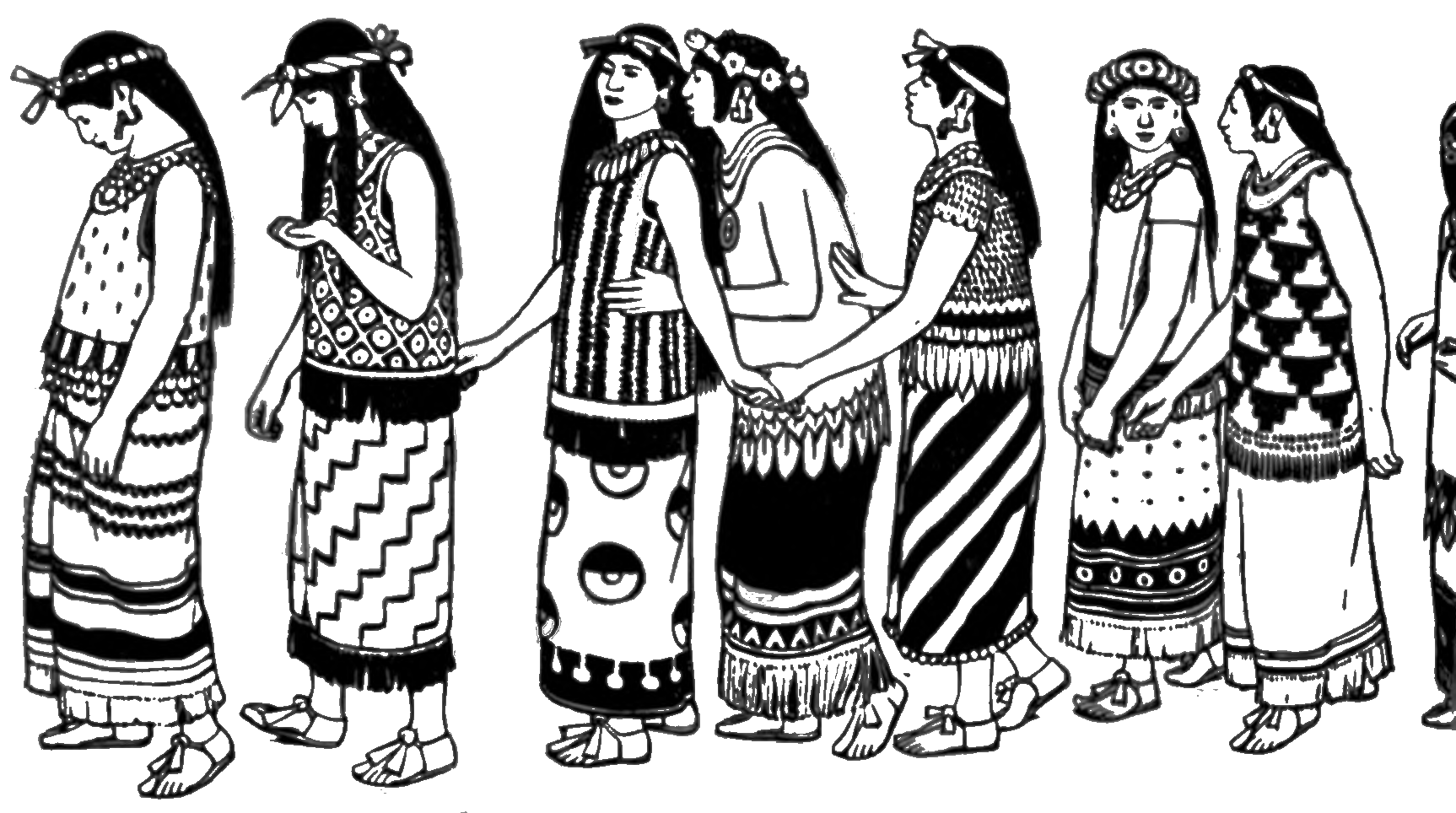
Representación ilustrativa del vestido femenino antes de la Conquista.

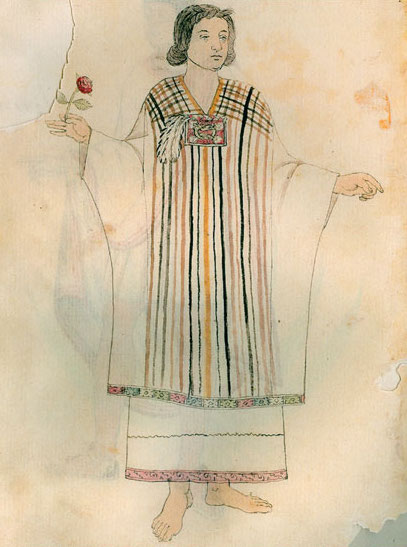
Vestimenta de mujer mexica, Códice Tudela

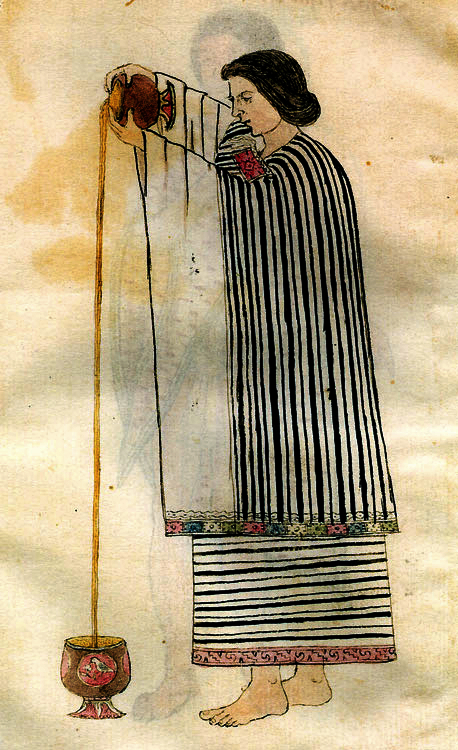
Mujer mexica espumando cacao, Códice Tudela

Los cronistas cuentan que las mujeres mexicas vestían básicamente dos prendas: una falda larga llamada cueitl (llamada modernamente enredo) y una camisa larga y holgada llamada huepilli (llamada modernamente huipil o hipil).
Del cueitl se menciona que se hacía con una tela enrollada alrededor del cuerpo y no con un cono como modernamente se hace; esta se sujetaba a la cintura con un cinturón largo de tela enrollado alrededor de la cintura y que rara vez se veía.
El huepilli, por su parte, consistía en una camisa larga con un cuello en ve o cuadrado. Esta camisa caía hasta las rodillas, era hecha con una sola tela larga cosida a los lados, por lo que las mangas eran huecos en la doblez. Ambas prendas eran adornadas,   dependiendo del tiempo empleado era la complejidad y riqueza de estas, ya que en su mayoría eran de fabricación propia de cada mujer. Aunque por la lógica de la capacidad económica, la de las pipilas era mucho más rica y elaborada con telas finas de algodón. Por lo que se conoce, no existía un uso reglamentado de las prendas y todas las mujeres podían llevarlo como quisieran.
Para las épocas de frío usaban una especie de chaleco de tela gruesa o piel burdamente hecha que se colocaba bajo el huepilli.

### Vestido masculino

Variaciones de la vestimenta masculina entre los antes de la Conquista.

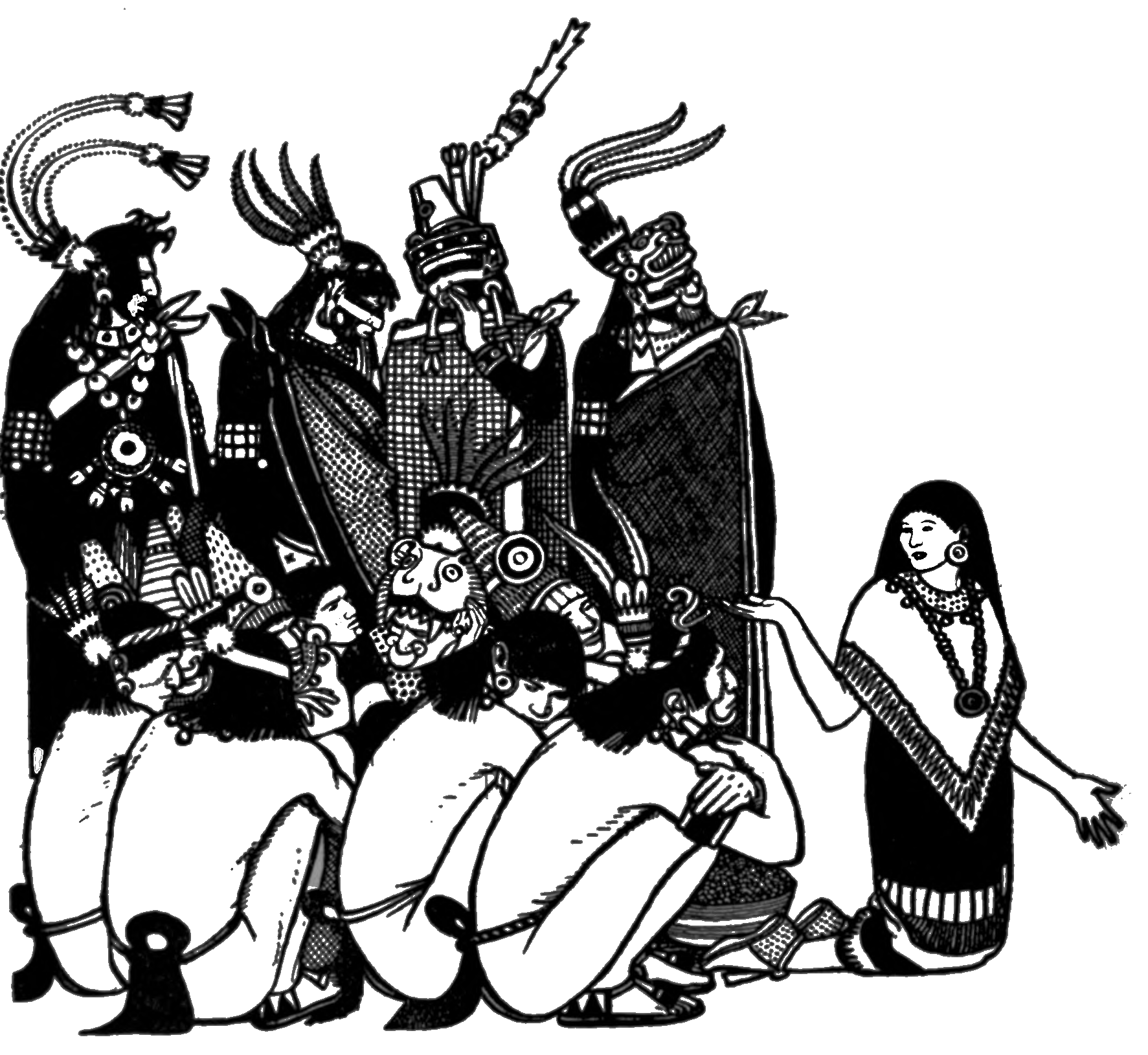
Diferentes tipos de vestido masculino basándose en la jerarquización social.

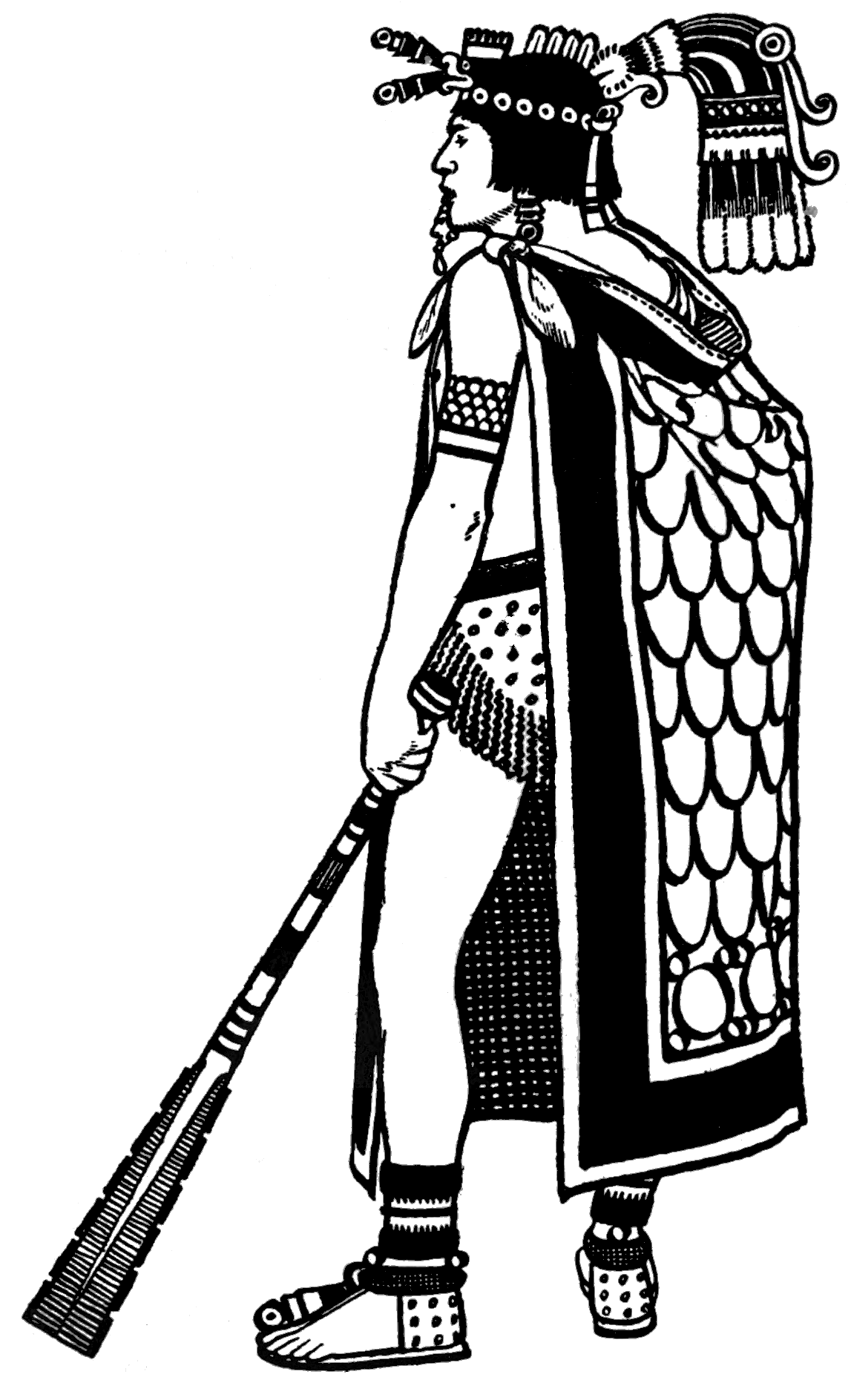
El Príncipe Ixtlilxochitl, vistiendo como noble.

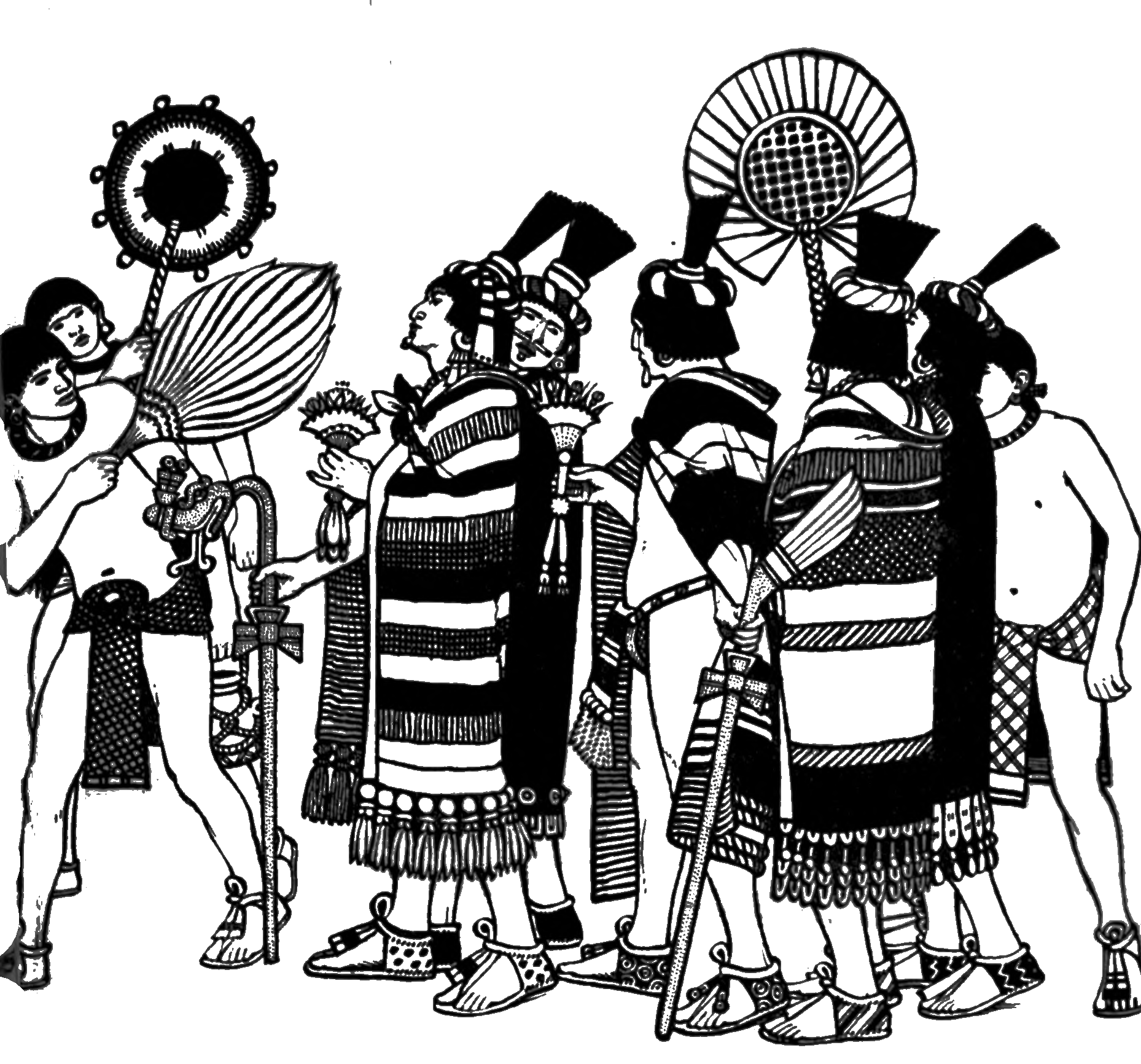
Representación ilustrativa de vestimenta mexica masculina antes de la Conquista.

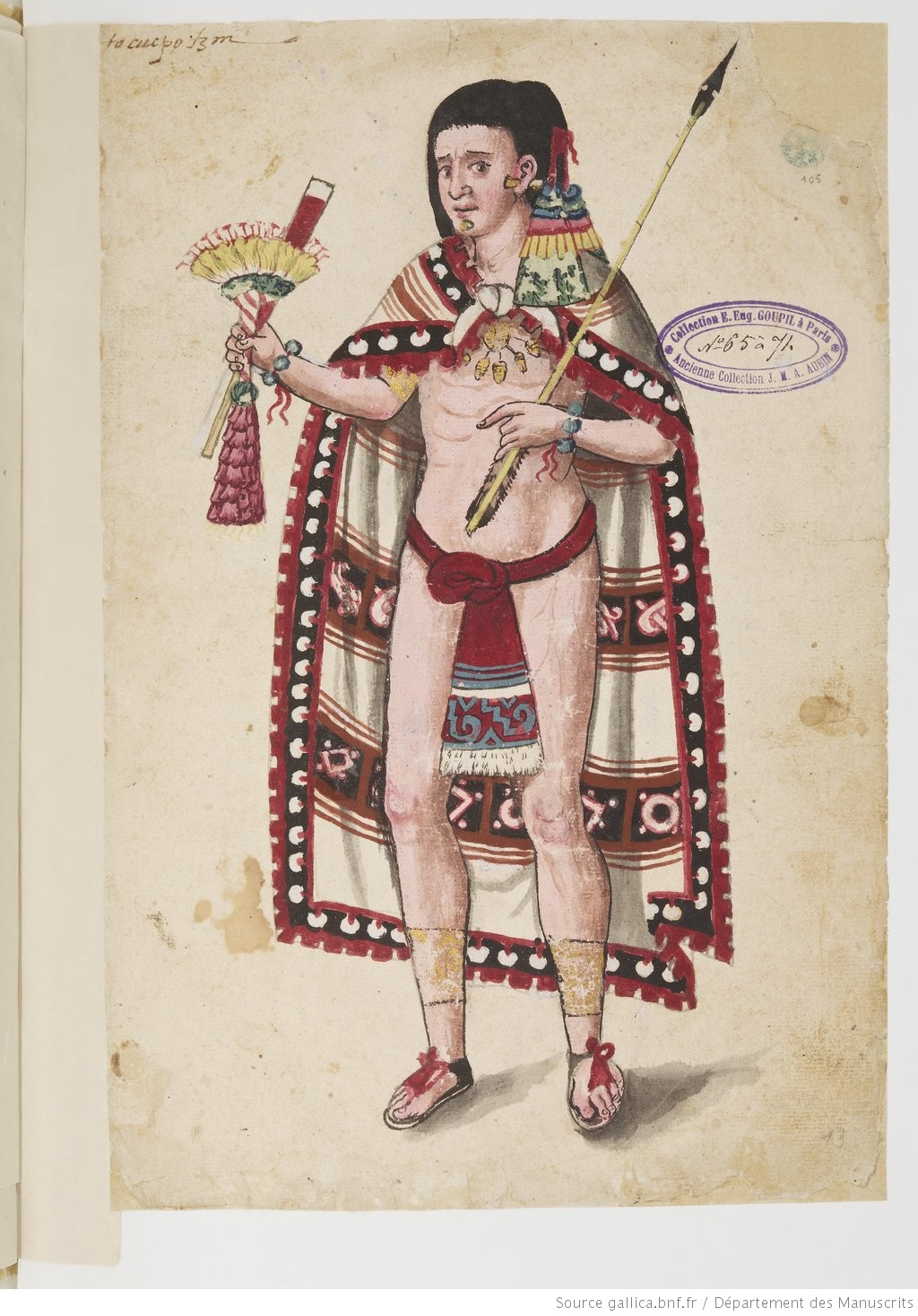
Ejemplo de la vestimenta de uso cotidiano de la nobleza, en el Códice Ixtlilxochitl.

Del vestido de los hombres mexicas se cuenta que vestían básicamente un taparrabo llamado maxtlatl (fig. a), el cual era hecho con una tela larga que se pasaba inicialmente entre las piernas para luego ser arrollada en la cintura, dejando tanto por detrás como por delante un pedazo de tela que ocultaba los genitales, algo similar a lo que hoy en día usan los luchadores de sumo en el Japón. Constituía un indicador de civilización entre los mexicas heredado de las costumbres toltecas. Esta prenda alejaba a quien la portaba de la vida salvaje, razón por la cual los nahuas se escandalizaban ante la costumbre huasteca y tarasca de no usar maxtlatl. Ellos criticaban y despreciaban a otros grupos que no sentían vergüenza al mostrar sus genitales, pues esas costumbres se oponían a su ideal de conducta y vestido que querían imponer. Los mexicas explicaban que los habitantes de Michoacán eran llamados tarascos, “porque traían los miembros genitales de pierna en pierna y sonando, especialmente cuando corrían” también Bernal Díaz del Castillo expresa en estos términos lo que le contaron sus compañeros e informantes nahuas (probablemente mexicas) de la costumbre de los huastecos de no usar taparrabos. En cuanto a estas fuentes en náhuatl, señalan lo siguiente:
In imitlacauhca in cuexteca: in oquichtin amo momaxtlatiaya, mazo nelihui in cenca onca cuachtli (Códice Florentino, lib. X, cap. 29).
"El defecto de los huastecos (es) que los hombres no llevan taparrabo aunque en verdad (entre ellos) hay muchas mantas".
Para cubrir el resto del cuerpo usaban una tela rectangular llamada tilmatli (llamada modernamente tilma), la cual se llevaba colgada como una especie de capa de tres maneras distintas.
Fig. b) Lateralmente, anudada sobre un hombro y pasada por debajo de la axila del otro brazo, la cual parece que fue la más común de todas, ya que permitía tener libres ambos brazos. También usaban capa.

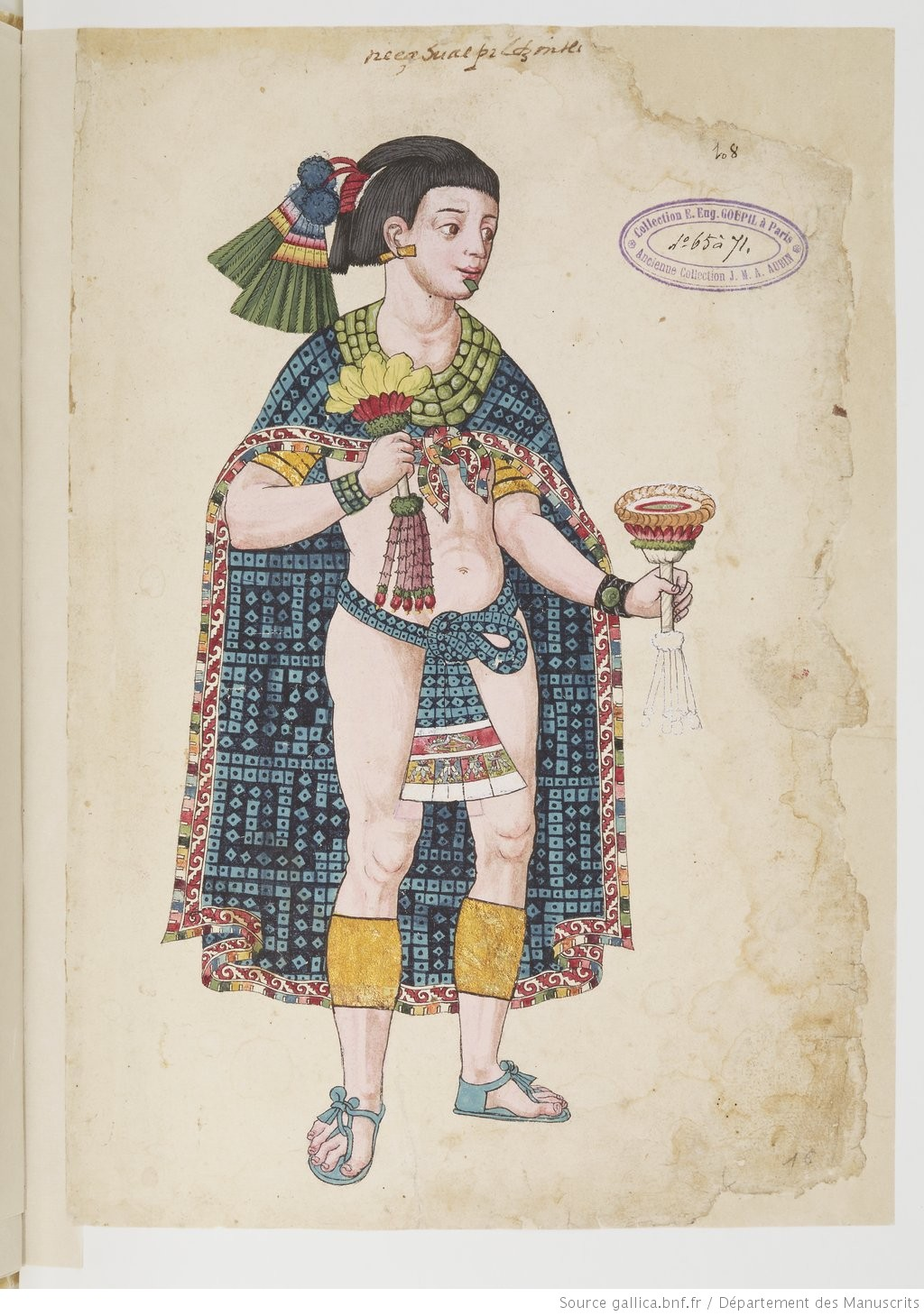
Nezahualpilli, gobernante de Texcoco, representado en el Codex Ixtlilxóchitl con xiuhtilmatli (capa azul), maxtlatl y cactli

Fig. d) Hacia atrás, anudada bajo el cuello como una especie de capa. Esta forma era la característica de las clases gobernante y sacerdotal.
Fig. e) Lateralmente, anudada sobre un hombro y pasada por encima del otro hombro, parece ser la menos común, ya que no permitiría el uso de ambos brazos al cubrir uno.
Su uso en general era de abrigo y no se sabe, como popularmente se cree, si servía para cargar cosas. Entre los macehuales, ambas prendas se confeccionaban con telas de fibra de maguey y no llevaban adornos, aunque si habían logrado capturar en la guerra, se les permitía usar telas de algodón en sus prendas. En la clase de los pipiles, las prendas eran hechas básicamente de algodón y ambos podían estar profusamente adornados con bordados, tejidos, incrustaciones de piedra, plumas o pieles, sirviendo además como distintivo social, ya que su color y decorado podían corresponder con un cargo o un honor. En forma básica, si el tilmatli se llevaba hasta los tobillos (Fig. c), era indicativo de pertenecer a los pipiles o haber ganado el privilegio por sus acciones en la guerra. Por esto la guardia de la ciudad si veía a una persona que no parecía tener este privilegio, le detenía y le pedía que descubriera sus pantorrillas para ver si tenía las cicatrices características del guerrero al cual se le permitía portarla de esta manera. Si no, era seriamente castigado con azotes; los macehuales, por su parte, la portaban hasta las rodillas. En las épocas de frío, al parecer se llevaba un tilmatli de tela más gruesa y mayor anchura con el cual se envolvían. 
Al sentarse los hombres, movían al frente el tilmatli de tal forma que cubriera sus piernas, como se ve en muchos códices.

### Vestido militar

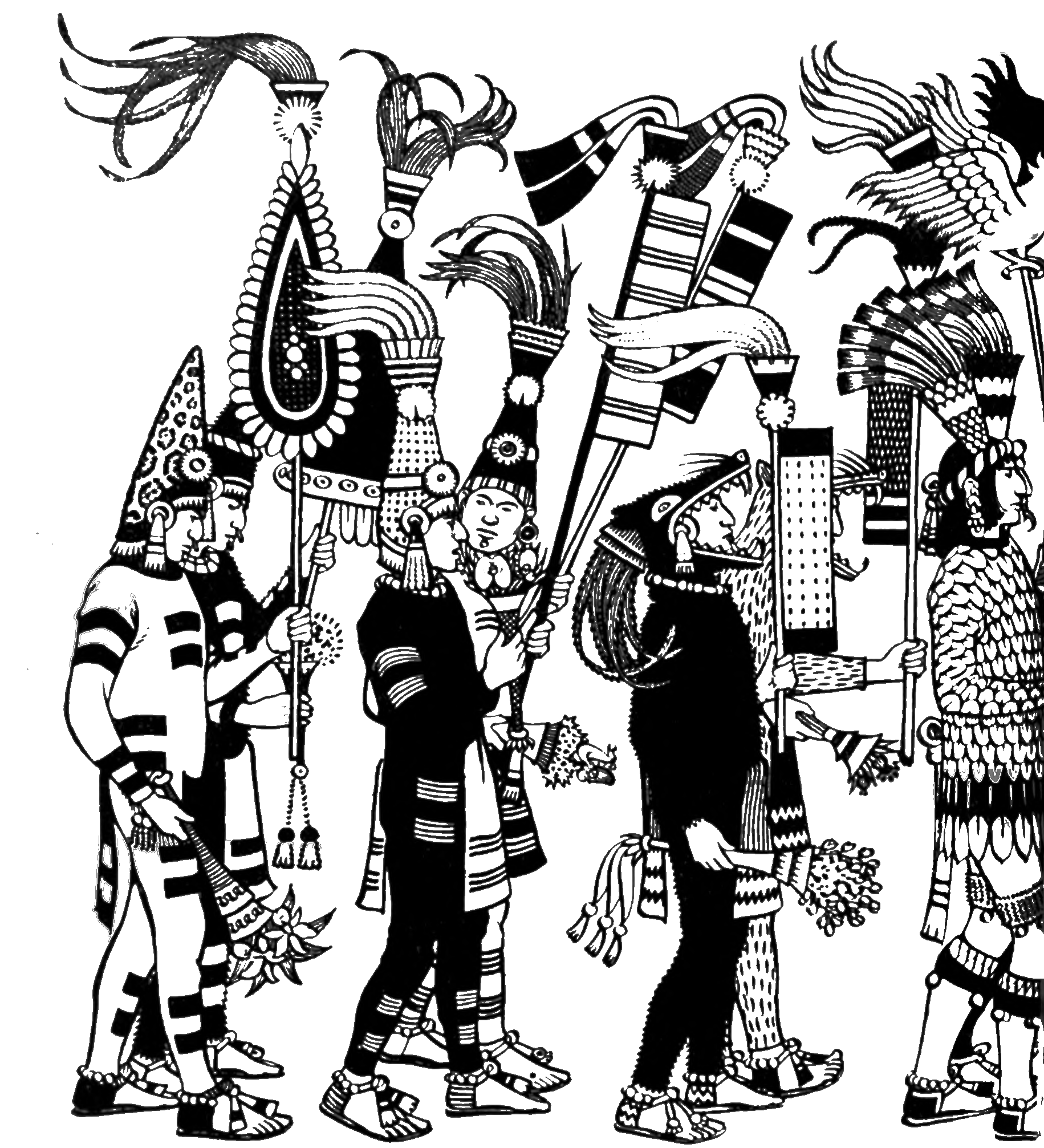
Representación ilustrativa del vestido militar antes de la Conquista.

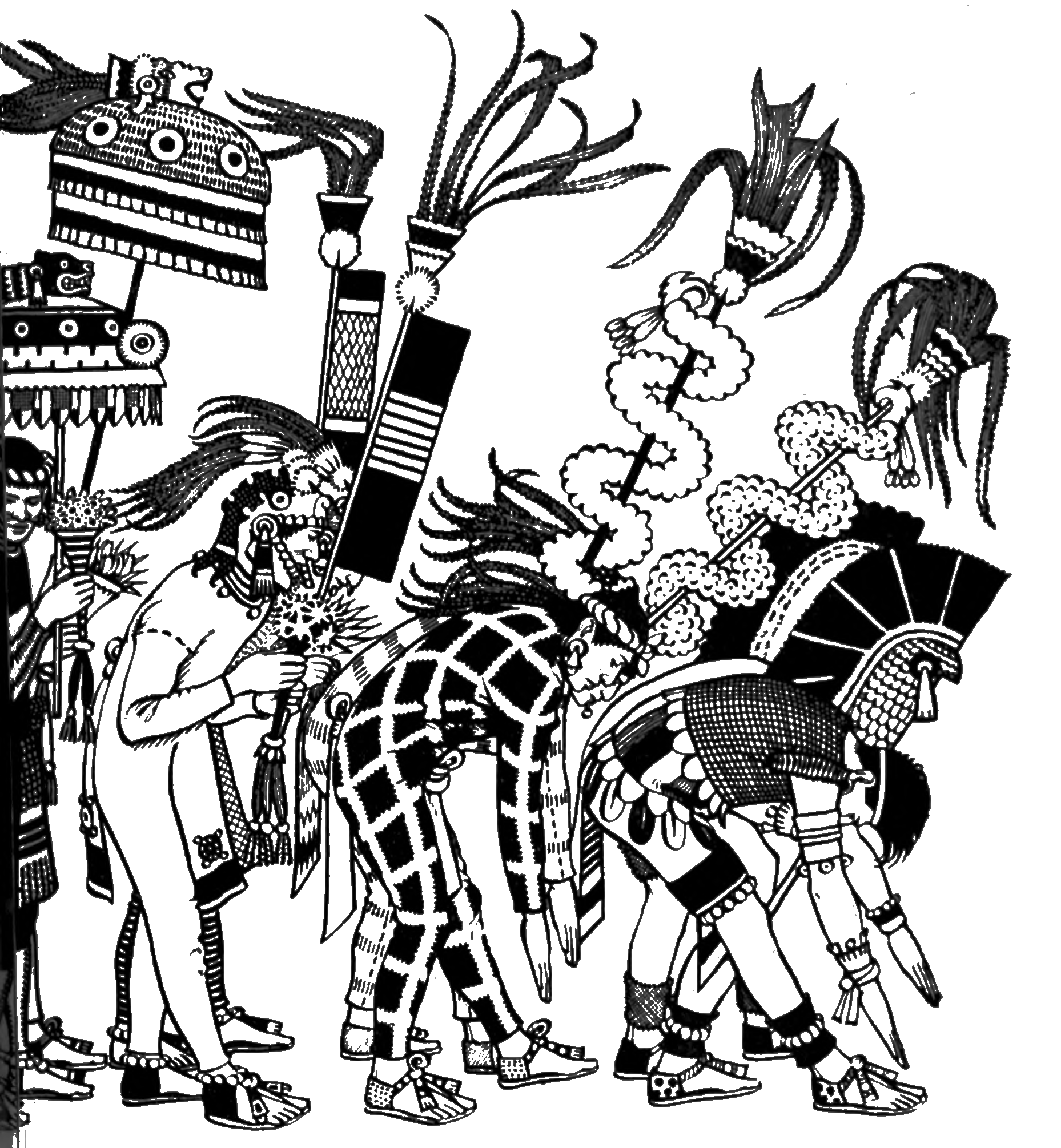
Representación ilustrativa del vestido militar antes de la conquista.

Aña era un significado de amor hacia las personas del pueblo

En la época prehispánica, los guerreros usaban básicamente la misma vestimenta sencilla, el maxtlatl y tilmatli, aunque con algunos arreglos, ya que con la misma tela del maxtlatl o con un pedazo de tela extra hacían una especie de concha para proteger sus genitales, la cual era además adornada. Los grupos distinguidos de guerreros podían, por su parte, usar una especie de mono (Fig. f) que les cubría todo el cuerpo y que era adornado con dibujos, además de usar cascos o sombreros en forma de cabezas de animales o conos, los cuales los distinguían de los demás. En la espalda portaban una reja, como una moderna mochila sobre la cual se colocaban diferentes arreglos de papel, pluma o telas que los distinguían de los demás y les daban un aspecto más apabullante. Un vestido que sí era característico de los guerreros, era un chaleco acolchonado de algodón, con el cual se podían proteger de los cortes hechos con las navajas de la macana. En algunas clases altas este era hecho con piel y conchas marinas, lo que lo hacía más vistoso y protector.
Para el caso de las mujeres no se conoce que llevaran alguna actividad militar y que por esto llevaran alguna distinción.

## Peinado

### Peinado femenino
Los cabellos eran largos y oscuros, los remataban sobre la frente con dos protuberancias que recuerdan cuernos truncados. Mientras las mujeres de vida licenciosa llamadas auiani los llevaban sueltos, ambas los ennegrecían con lodo o una planta llamada xiuhquílitl que le daba un tono morado.

### Peinado masculino
De los hombres que no estaban en servicio militar se conoce que llevaban los cabellos largos al hombro con un fleco al frente, todo cortado con navaja. Pero los que estaban en capacidad de guerrear llevaban un arreglo distintivo que dependía de su grado.
Entre los cero y los nueve años se les rasuraba toda la cabeza.
A los diez se les dejaba crecer un mechón de pelo en la nuca llamada mocuexpaltia.
A los quince años se le llamaba a este peinado cuexpalchicácpol ya que era larga la cabellera, si en estas edades eran capaces de capturar a un enemigo, ya sea solos o con la compañía de alguien se les cortaba ese mechón como símbolo de su logro. Pero se le dejaba crecer un mechón sobre la sien derecha que con el tiempo cubría la oreja. Dependiendo del número de cautivos que hacían se les recompensaba con diferentes adornos a los cuales tenían patente de uso.

## Calzado
El uso de calzado fue extraño y reservado a momentos de fiesta, ya que entre los mexicas se usaban sandalias hechas de caña de petate, el cual no dura mucho bajo el pie, se cree popularmente que existían calzados de cuero, pero la técnica de curado de la piel que conocían los mexicas era muy básica y producía cueros esponjosos que se gastaban con rapidez, por lo que de este material lo poseían los principales señores, los cuales los adornaban con plumas, láminas de oro y telas pintadas.

## Tocado

### Adornos femeninos
Las mujeres solían maquillarse y arreglarse modestamente, con aretes, telas o lazos de colores, algunos collares, pulseras, brazaletes y anillos en los tobillos, que dependían en riqueza con su capacidad económica, se menciona que en lugares distantes a la ciudad usaban un pañuelo sobre la cabeza, en ocasiones especiales se pintaban con colores ocre o amarillos.

### Adornos masculinos

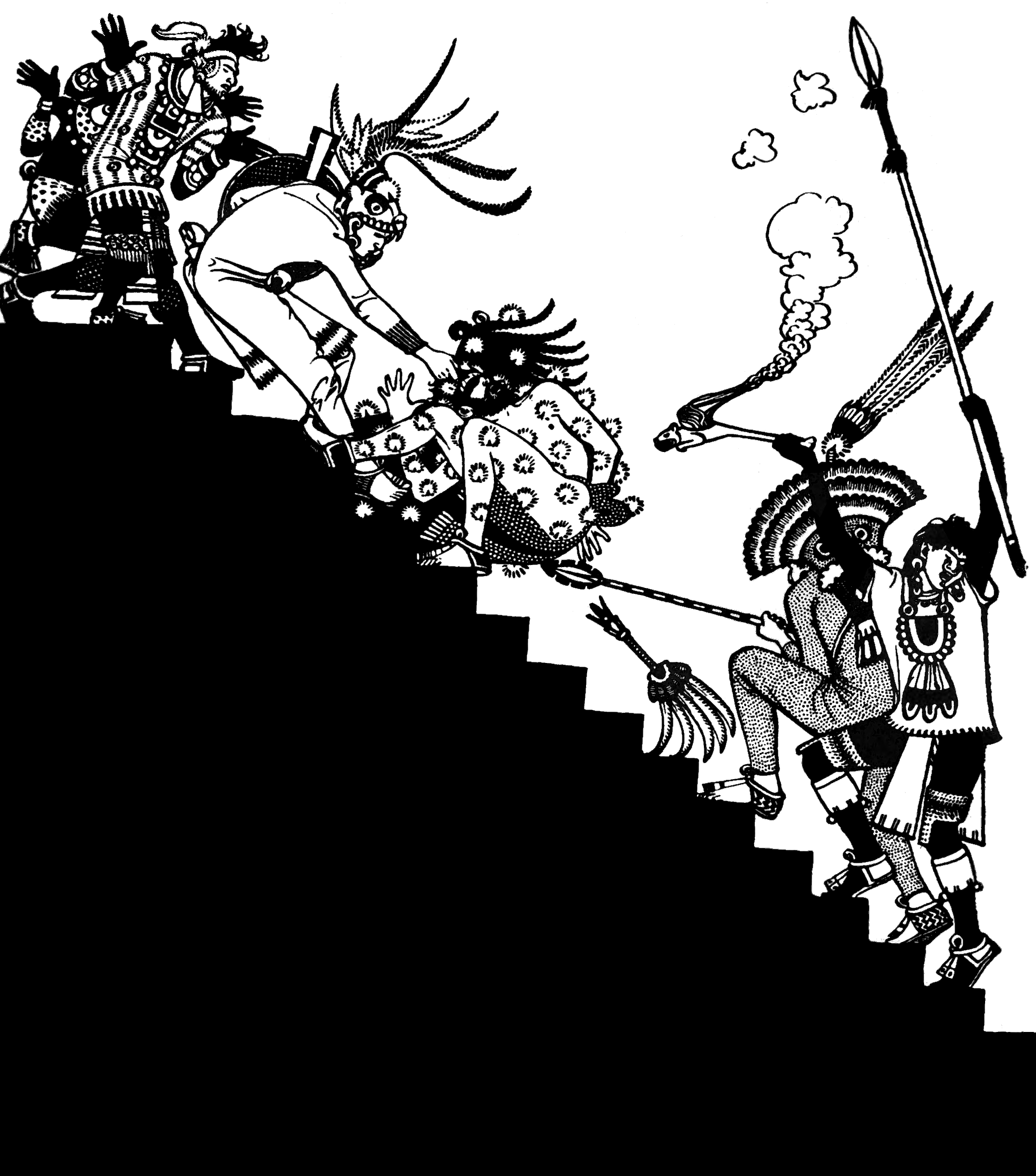
Representación ilustrativa de sacerdotes y un cautivo español de la expedición de Hernán Cortés a punto de ser sacrificado, este se encuentra despojado de su vestimenta, viste solo un maxtlatl, sandalias y tiene pintado su cuerpo y adornado para ser sacrificado. Ilustración del libro The conquest of México de William Hickling, 1796-1859

Los hombres no solían arreglarse y si se usaban orejeras, collares, pulseras, brazaletes y tocados era debido a algún distintivo administrativo, social o guerrero, el maquillaje era una forma muy característica de los sacerdotes y los guerreros a los cuales se les distinguía; Por ejemplo, se menciona que cuando un joven capturaba por sí solo se le permitía pintarse el cuerpo y las sienes de amarillo y la cara de rojo, como distintivo de su valentía.

## Sacerdotes
Para ambos tipos era su vestido rico en detalles y finos, pero se caracterizaban por vestir de acuerdo al culto que estaban dedicados, de tal manera que algunos vestían como lo haría el dios, por lo que algunos se les encontraba en una situación poco higiénica, por ejemplo los dedicados a los sacrificios no se lavaban la sangre que les caía la cual de seguro se descomponía sobre su cuerpo y tenían los cabellos sucios y llenos de sangre.

## Infantes
A las niñas se les vestía de pequeñas con un vestido similar a sus madres pero a su tamaño, el cual era poco adornado, para los niños se les vestía solamente con el maxtlatl o sin nada.

## Después de la conquista

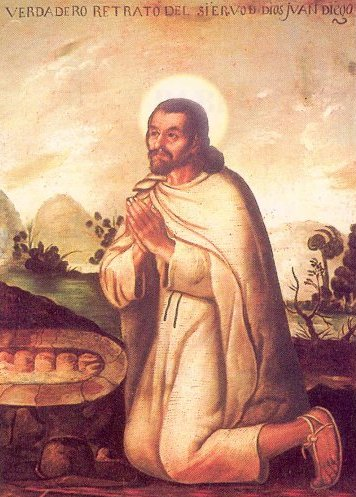
Representación moderna de San Juan Diego, indígena nahua quien viste calzón y camisa con tilmatli a la manera de los nobles mexicas.

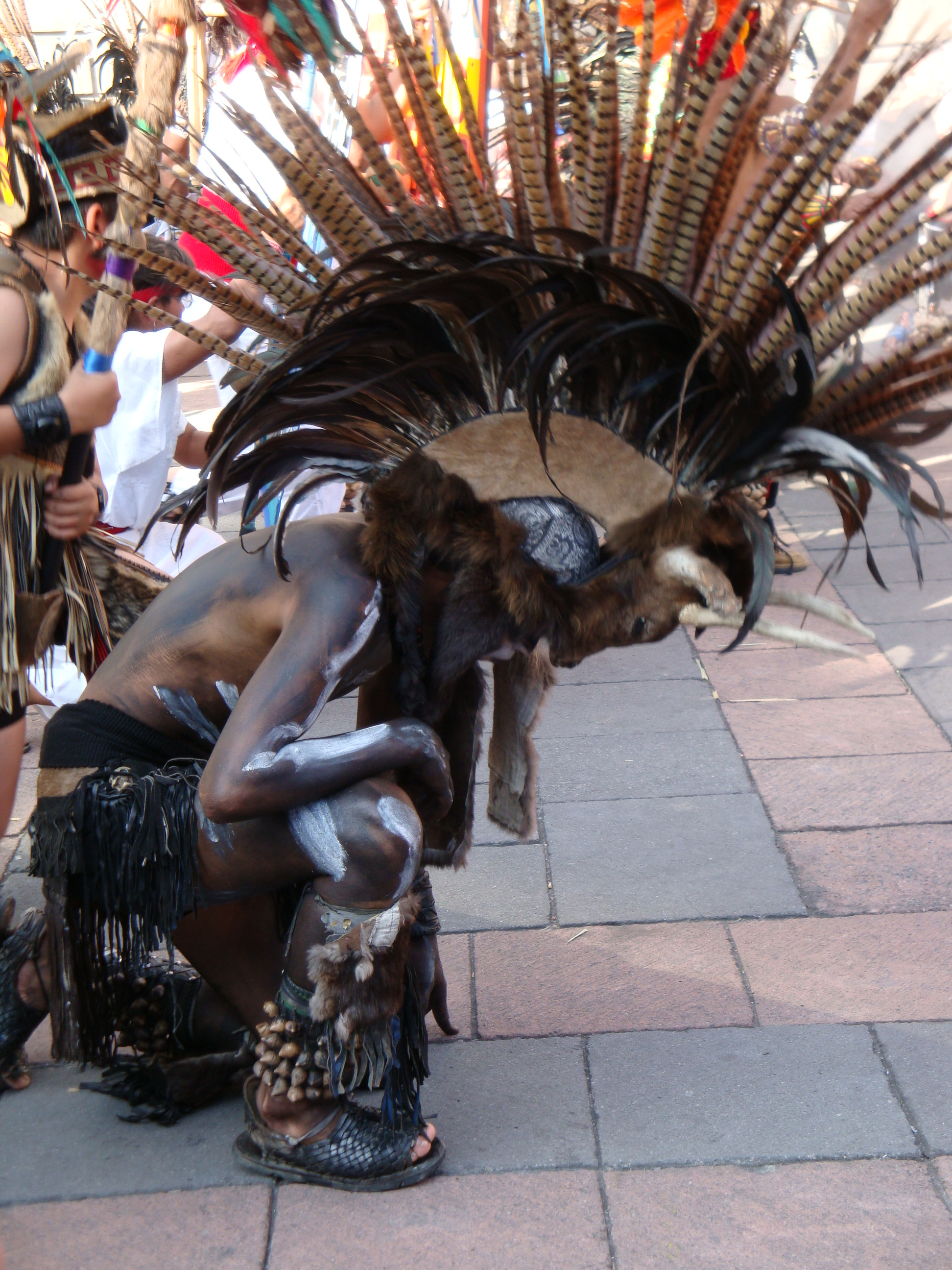
Ejemplo de interpretación moderna de la vestimenta indígena, poco apegada a la realidad de la vestimenta de la época prehispánica.

Terminada la conquista los frailes impusieron a los indígenas bautizados el uso de pantalones y camisas de manta de algodón a la hechura de los pueblos de Andalucía. Estos eran puestos y usados por vez primera en el bautizo, aunque no abandonaron el uso del maxtlatl y el tilmatli, tal y como se puede ver en las representaciones de los nobles indígenas del siglo XVI y XVII, o mejor aún en la de San Juan Diego a quien, según la tradición la Virgen María en su avocación de Guadalupe estampo su figura en el tilmatli de San Juan Diego; el uso del sombrero parece que fue hasta finales del siglo XVII que empezaron a usarlo, ya que antes de esta época era solo usado por los indígenas nobles o caciques que copiaban las modas europeas.
Por su parte las mujeres al tener un vestido muy similar al usado en las provincias españolas no debieron cambiar gran cosa, mas sí agregar un paño para cubrir su cabeza en las ceremonias religiosas.